# Ivane Džavachišvili
Ivane Džavachišvili (gruzínsky ივანე ჯავახიშვილი; 23. dubna 1876 Tbilisi – 18. listopadu 1940 Tbilisi) byl gruzínský historik a lingvista. Jeho vrcholným dílem jsou Dějiny gruzínského národa (Kartveli eris istoria), jež postupně vyšly v letech 1908 až 1949. Sehrál jistou roli i v neúspěšném pokusu o zisk samostatnosti Gruzie po první světové válce. Tbiliská univerzita, k jejímž zakladatelům v roce 1918 patřil a jejímž (druhým) rektorem v letech 1919-1926 byl, dnes nese jeho jméno. Je vyobrazen na gruzínské bankovce s hodnotou 5 lari.
Pocházel ze šlechtické rodiny. Vystudoval orientalistiku na Petrohradské univerzitě, absolvoval roku 1899. V roce 1926 proti němu vypukla kampaň, v níž byl obviněn z protisovětských postojů. Musel opustit místo rektora, roku 1938 pak i celou univerzitu. Vedl pak historický odbor Gruzínského národního muzea, a to až do smrti.